# Martin Kropp
Martin Kropp, född 8 november 1878 i Höganäs, Malmöhus län, död 3 maj 1931 i Björnekulla församling, var en svensk stationskarlsförman och politiker.
Martin Kropp var ledamot av första kammaren från 1926 till sin död 1931, invald i Blekinge och Kristianstads läns valkrets.